# Сервен, Луи
Луи Сервен (фр. Louis Servin; 1555—1628) — французский юрист, судебный деятель, учёный-правовед и научный писатель.

## Биография
Происходил из дворян Вандомюа, был воспитан в протестантских традициях. Образование получил в колледже Пресле, затем в Женеве; завершив среднее образование, изучал право в Орлеане и получил право заниматься адвокатской деятельностью. После Немюрского эдикта отрёкся от протестантизма и в 1588—1589 годах принадлежал к Католической лиге, но не добился успеха. Затем присоединился к партии короля, сумел расположить к себе Генриха III и уже в феврале 1589 года стал генеральным юрисконсультом. Занимал эту должность до конца жизни, в 1614 году был назначен канцлером. Не боялся возражать даже королю и умер, как считается, от волнения в присутствии Людовика XIII, отрицая законность проектированных королём мероприятий.
Был известен защитой законности, отменой ордалий в юридической практике, борьбой с иезуитами. Главные работы: «Vindiciae secundum libertatem Ecclesiae gallicanae» (1590), «Actions notables et plaidoyers» (1603, много изданий), «Pro libertate reipublicae Venetorum» (1606).